# Andrzej Bohdanowicz (ksiądz)
Andrzej Bohdanowicz (ur. 12 grudnia 1960 w Bydgoszczy)– polski prezbiter Kościoła katolickiego, profesor nadzwyczajny i członek Rady Wydziału Teologicznego Uniwersytetu im. Adama Mickiewicza w Poznaniu, kanonik gremialny kapituły kolegiackiej św. Jerzego na Zamku Gnieźnieńskim.

## Życiorys
Urodził się 12 grudnia 1960 roku w Bydgoszczy. Ukończył bydgoskie technikum mechaniczne. W 1986 roku ukończył Prymasowskie Wyższe Seminarium Duchowne w Gnieźnie i przyjął święcenia kapłańskie w bazylice prymasowskiej  z rąk kardynała Józefa Glempa, ówczesnego metropolity gnieźnieńskiego. Pracował jako wikariusz w parafii pw. Świętego Ducha w Inowrocławiu.  W 1988 rozpoczął studia specjalistyczne na Akademii Teologii Katolickiej w Warszawie z zakresu teologii moralnej. W 1993 roku uzyskał stopień doktora, a w 2008 roku doktora habilitowanego teologii. W 1998 roku został adiunktem Zakładu Teologii Moralnej i Duchowości wydziału teologicznego. W latach 2011–2015 był proboszczem parafii pw. św. Katarzyny w Opatówku.

## Praca dydaktyczna
W 1991 roku został mianowany prefektem seminarium w Gnieźnie, a w 1995 roku tamtejszym wicerektorem. Funkcję tę pełnił do 2003 roku. W latach 1999–2003 pełnił funkcję pełnomocnika dziekana ds. organizacji studiów w gnieźnieńskiej sekcji wydziału teologicznego w Poznaniu. Od 1991 roku jest wykładowcą teologii moralnej w gnieźnieńskim seminarium. Wykłada także na Prymasowskim Instytucie Kultury Chrześcijańskiej w Bydgoszczy. W 2014 roku został mianowany profesorem nadzwyczajnym Wydziału Teologii UAM w Poznaniu.